# Xã Belle Plaine, Quận Scott, Minnesota
Xã Belle Plaine (tiếng Anh: Belle Plaine Township) là một xã thuộc quận Scott, tiểu bang Minnesota, Hoa Kỳ. Năm 2010, dân số của xã này là 878 người.